# Arnebia coerulea
Arnebia coerulea là loài thực vật có hoa trong họ Mồ hôi. Loài này được Schipcz mô tả khoa học đầu tiên năm 1921.